# یتیم (فیلم ۲۰۰۹)
یتیم (به انگلیسی: Orphan) نام یک فیلم ترسناک آمریکایی محصول سال ۲۰۰۹ است. این فیلم سومین فیلم ژائومه کولت-سرا به عنوان کارگردان است. در این فیلم ویرا فارمیگا، پیتر سارسگارد و ایزابل فورمن بازی کرده‌اند. لئوناردو دی‌کاپریو یکی از تهیه‌کنندگان این فیلم است.
فیلم پیش‌درآمدی با عنوان یتیم: اولین قتل توسط پارامونت پیکچرز ساخته و در ۱۹ اوت ۲۰۲۲ اکران شد.

## خلاصه داستان
داستان فیلم درباره زوجی به نام کیت و جان است که دو بچه بنام‌های مکس و دنیل دارند اما دختری ۹ ساله بنام استر را از یتیم‌خانه‌‌ای به سرپرستی قبول می‌کنند.